# Porpax borneensis
Porpax borneensis är en orkidéart som beskrevs av Jeffrey James Wood och Anthony L. Lamb. Porpax borneensis ingår i släktet Porpax och familjen orkidéer. Inga underarter finns listade i Catalogue of Life.